# Живот за царя
„Живот за царя“ (на руски: Жизнь за Царя) е опера на руския композитор Михаил Глинка, поставена за пръв път през 1836 година в Санкт Петербург.
Автор на либретото е Георг фон Розен, а сюжетът е базиран на историята за Иван Сусанин, селянин от Смутното време, който жертва живота си, за да спаси Михаил Фьодорович, първият цар от династията на Романови. Заради пропагандната патриотично-монархическа тематика на операта след установяването на тоталитарния комунистически режим в Русия тя дълго време не е поставяна, а след това е преработена с изцяло ново либрето на Сергей Городецки и с ново заглавие – „Иван Сусанин“.

## Други
На операта е наречена улица „Иван Сусанин“ в кварталите „Манастирски ливади“ и „Бъкстон“ в София (Карта).